# Helicodiscus parallelus
Helicodiscus parallelus is een slakkensoort uit de familie van de Helicodiscidae. De wetenschappelijke naam van de soort is voor het eerst geldig gepubliceerd in 1821 door Say.